# 梅蒂尼奥
阿贝姆利·梅托·西卢（法語：Abemly Meto Silu；2003年4月23日—），在巴西国内被称之为梅蒂尼奥（葡萄牙語：Metinho）, 是一名出生在民主刚果的巴西足球运动员，场上司职中前卫，目前效力于瑞士足球超级联赛球队巴素利，曾被《卫报》的“下一代–2020”（2003年出生的最佳60名年轻球员）收录。

## 早期生活
梅蒂尼奥于2003年4月23日出生在民主刚果的城市马塔迪。由于该国的宗教迫害，他在1岁时随他的父亲亚伯尔移居巴西。在里约热内卢附近的皮纳布拉斯街区中的五口平民窟定居后，父亲亚伯尔为儿子取名“梅蒂尼奥”，也就是以巴西传统命名方式，选择了他名字中的“梅托”的缩写与“尼奥”结合。

## 俱乐部生涯
在与瓦斯科达伽马对簿公堂之前，梅蒂尼奥在马杜雷拉的各级青训梯队中步步高升。后来，他得到了一份来自马杜雷拉的职业合同，但在与俱乐部达成协议之前突然改变主意，决定等待豪门俱乐部弗卢米嫩塞的报价。梅蒂尼奥最终得偿所愿，成功转会“三色军团”，并从他居住的贫民窟搬到了彼时的队友若昂·佩德罗所拥有的房子中。目前，梅蒂尼奥是弗卢米嫩塞U-17梯队的队长，也代表U-20梯队参加比赛。
2021年3月，在弗卢米嫩塞0-3爆冷不敌里约热内卢葡萄牙人竞技的比赛中，梅蒂尼奥换下了拉斐尔·里贝罗，完成了一线队首秀。

## 国家队生涯
2019年，梅蒂尼奥成为了一名巴西归化公民。2020年11月，尽管他没有代表过巴西国青队参加任何青年级别的比赛，但梅蒂尼奥与队友路易斯·恩里克还是被征召进入巴西成年国家队集训。由于梅蒂尼奥还没有代表过巴西成年国家队参加正式比赛，他还是可以代表他的出生国民主刚果出战。

## 生涯数据

### 俱乐部
最後更新：2021年3月14日
| 俱乐部     | 赛季     | 联赛     | 联赛 | 联赛 | 州联赛 | 州联赛 | 杯赛 | 杯赛 | 其他 | 其他 | 合计 | 合计 |
| 俱乐部     | 赛季     | 联赛等级 | 出场 | 进球 | 出场   | 进球   | 出场 | 进球 | 出场 | 进球 | 出场 | 进球 |
| ---------- | -------- | -------- | ---- | ---- | ------ | ------ | ---- | ---- | ---- | ---- | ---- | ---- |
| 弗卢米嫩塞 | 2021     | 巴甲     | 0    | 0    | 1      | 0      | 0    | 0    | 0    | 0    | 1    | 0    |
| 生涯合计   | 生涯合计 | 生涯合计 | 0    | 0    | 1      | 0      | 0    | 0    | 0    | 0    | 1    | 0    |

1. ↑  在里约热内卢州联赛（英语：Campeonato Carioca）中的出场